# Rinaldo dei Bonacolsi

Wappen der Familie Bonacolsi

Rinaldo dei Bonacolsi genannt „Passerino“ (* 1278 in Mantua; † 16. August 1328 ebenda) war ein für seine Zeit typischer italienischer Lokalherrscher, ein Anführer der Ghibellinen, der trotz mehrfacher Exkommunikation eine rücksichtslose Expansionspolitik betrieb und von 1309 bis 1328 als letzter Vertreter seiner Familie in Mantua sowie von 1312 bis 1327 in Modena regierte. Seine Herrschaft war von den heftigen Parteikämpfen zwischen Guelfen und Ghibellinen, sowie von außen durch die Italienpolitik von Kaiser Heinrich VII., von Papst Johannes XXII. und von Kaiser Ludwig dem Bayern geprägt. Im Jahre 1328 wurde er durch eine Verschwörung von Ludovico I. Gonzaga gestürzt und im Kampf getötet, worauf die Herrschaft über Mantua für fast vierhundert Jahre an das Haus Gonzaga überging.
Rinaldo/Passerino Bonacolsi blieb in Erinnerung durch die von ihm erlassenen Statuten der Stadt Mantua, die Statuti Bonacolsiani, die bis ins 15. Jahrhundert in Geltung blieben und durch seine Mumie, die bis in das 18. Jahrhundert im Palazzo Ducale von Mantua aufbewahrt wurde.

## Herkunft
Rinaldo dei Bonacolsi stammte aus einer italienischen Adelsfamilie, über deren Ursprung geteilte Ansichten bestehen. Während Graf Pompeo Litta-Biumi († 1852) in seinem enzyklopädischen Werk „Famiglie celebri italiane“ Berardo Bonacolsi als Stammvater ansieht sehen andere Historiker Ottolino de Bonacosa, der in Mantua bereits 1168 urkundlich auftritt, als den Stammvater dieser Familie an. Gewiss ist, dass die Familie in Mantua zunehmend eine führende Rolle spielte und dort 1272 durch Pinamonte dei Bonacolsi (* 1206, † 1293) de facto die Macht übernahm.
Rinaldo/Passerino war ein Enkel dieses Pinamonte, der ein führender Vertreter der Partei der Ghibellinen in Mantua war und seinen Aufstieg der Förderung durch die Grafen Casaloldi verdankte, die damals Mantua beherrschten. Er verdrängte jedoch seine Förderer am 4. Juli 1272 und übernahm selbst in Mantua die Macht, weshalb ihn Dante Alighieri in der Göttlichen Komödie im XX. Gesang der Hölle erwähnt. Pinamonte regierte als erster seiner Familie von 1272 bis 1291 in Mantua mit dem Titel Capitano del Popolo, heiratete zur Absicherung seiner Position eine Frau aus dem adeligen Haus der da Correggio und erwarb mehrere Palais in Mantua.
Der Vater Rinaldos war Giovanni (bekannt auch als Giovannino oder Zoanino) dei Bonacolsi, genannt „Gambagrossa“ († 1288 in Mantua) der mit einer Frau verheiratet war, die aller Voraussicht nach aus dem Haus der Gonzaga stammte. Auch er war ein führender Vertreter der Partei der Ghibellinen in Mantua, wirkte von 1274 bis 1277 Podestà von Verona, starb jedoch vor seinem Vater.
Rinaldo hatte drei ältere Brüder: Guido, genannt Botesella, der von 1299 bis 1309 als 3. Herr von Mantua regierte, Bonaventura, genannt Botirone († 1326), der zeitweise Podestà von Modena war und Berardo, der einige Kastelle, darunter Villimpenta besaß. Seine einzige Schwester Samaritana, war mit Niccolò della Scala verheiratet, der 1292 Podestà von Mantua war und stärkte damit die wichtige Allianz mit den ghibellinischen Herren von Verona.

## Leben

### Jugend

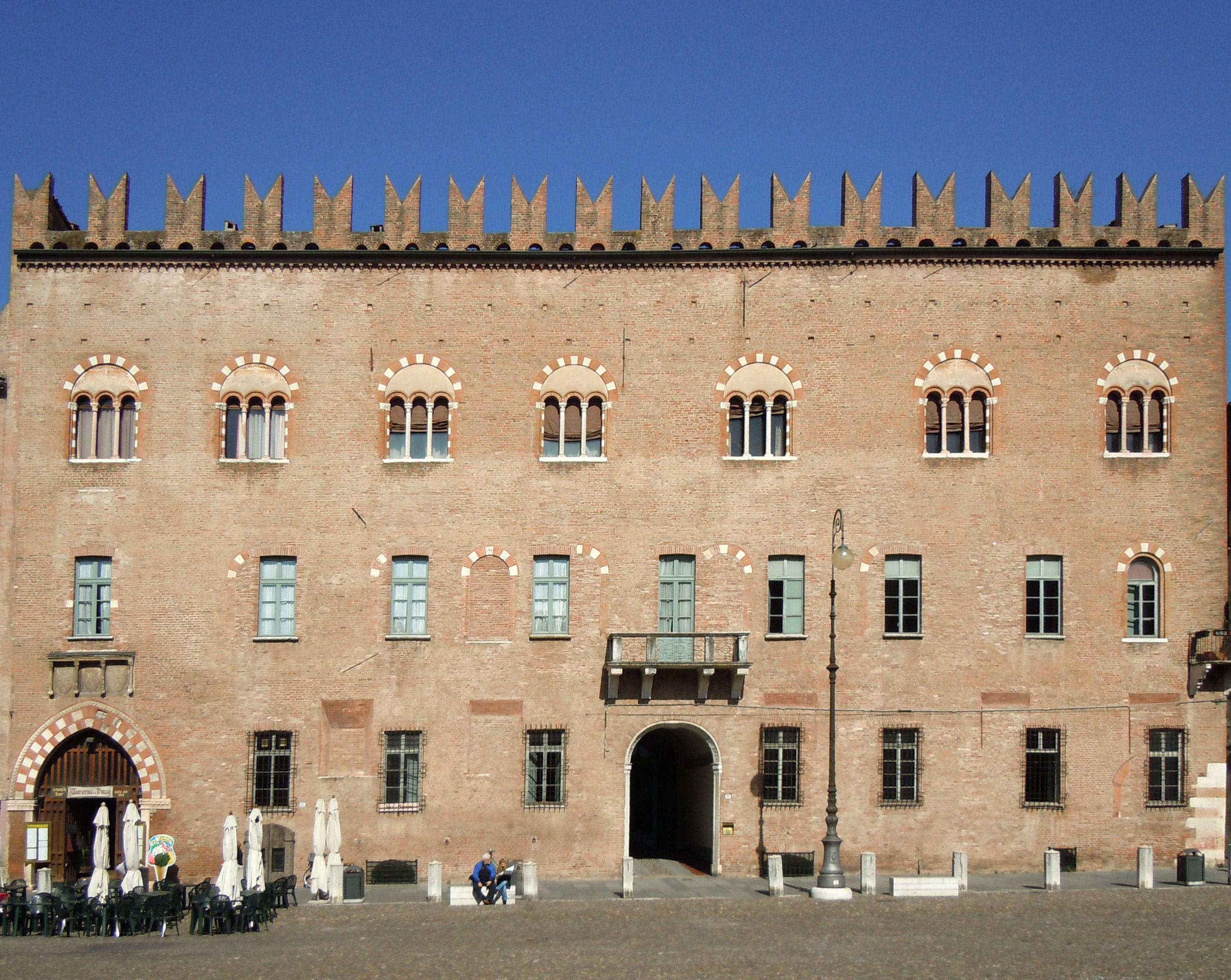
Mantua, Palazzo Bonacolsi-Castiglioni

Rinaldo/Passerino wuchs unter der Herrschaft seines Großvaters Pinamonte Bonacolsi im Stadtpalais der Familie in Mantua, dem Palazzo Bonacolsi auf. Diesen hatte Pinamonte 1281 gemeinsam mit der Torre della Gabbia von der Familie Acerbi erworben, um damit die Macht der Familie zu demonstrieren. Dieser Palazzo ist bis heute erhalten und befindet sich – umgebaut und mit dem Namen Palazzo Castiglioni – gegenüber dem Palazzo Ducale von Mantua auf der Piazza Sordello.
Urkundlich tritt Passerino am 1. Jänner 1289 auf, als er mit seinen Brüdern Bonaventura, Guido und Berardo einige Ländereien im Gebiet der Gemeinde Villimpenta erwarb.
Zwei Jahre später unterstützte er gemeinsam mit seinen Brüdern die Revolte, durch die sein Onkel Bardelone dei Bonacolsi 1291 seinen Großvater Pinamonte stürzte und sich selbst zum zweiten Herren von Mantua machte und dort bis 1299 als „Capitano generale“ regierte.
Der Machtkampf innerhalb der Familie war jedoch damit noch nicht beendet, da es einige Jahre später zum Streit zwischen Rinaldos ältestem Bruder Guido und dem regierenden Onkel Bardelone kam. Rinaldo, der seinen Bruder Guido unterstützt hatte, wurde daraufhin gemeinsam mit diesem um 1299 von seinem Onkel Bardelone aus Mantua verbannt. Die beiden Brüder begaben sich daraufhin nach Verona um die traditionellen Verbündeten der Familie, die della Scala um Hilfe zu bitten. Mit der finanziellen und militärischen Unterstützung von Alberto I. della Scala († 1301) gelang es ihnen, ihren Onkel Bardellone am 1. Juli 1299 zu stürzen. Guido folgte daraufhin als dritter Herr von Mantua aus der Familie Bonacolsi.
Das Bündnis zwischen den Bonacolsi und den della Scala wurde gleichzeitig durch zwei Eheschließungen bekräftigt. Guido heiratete 1299 Costanza della Scala, eine Tochter von Alberto I. della Scala, während Rinaldo die Veroneser Adelige Giglietta Nogarola heiratete, deren Bruder Bailardino Nogarola mit Caterina della Scala – einer Schwester von Alberto I. della Scala – verheiratet war.

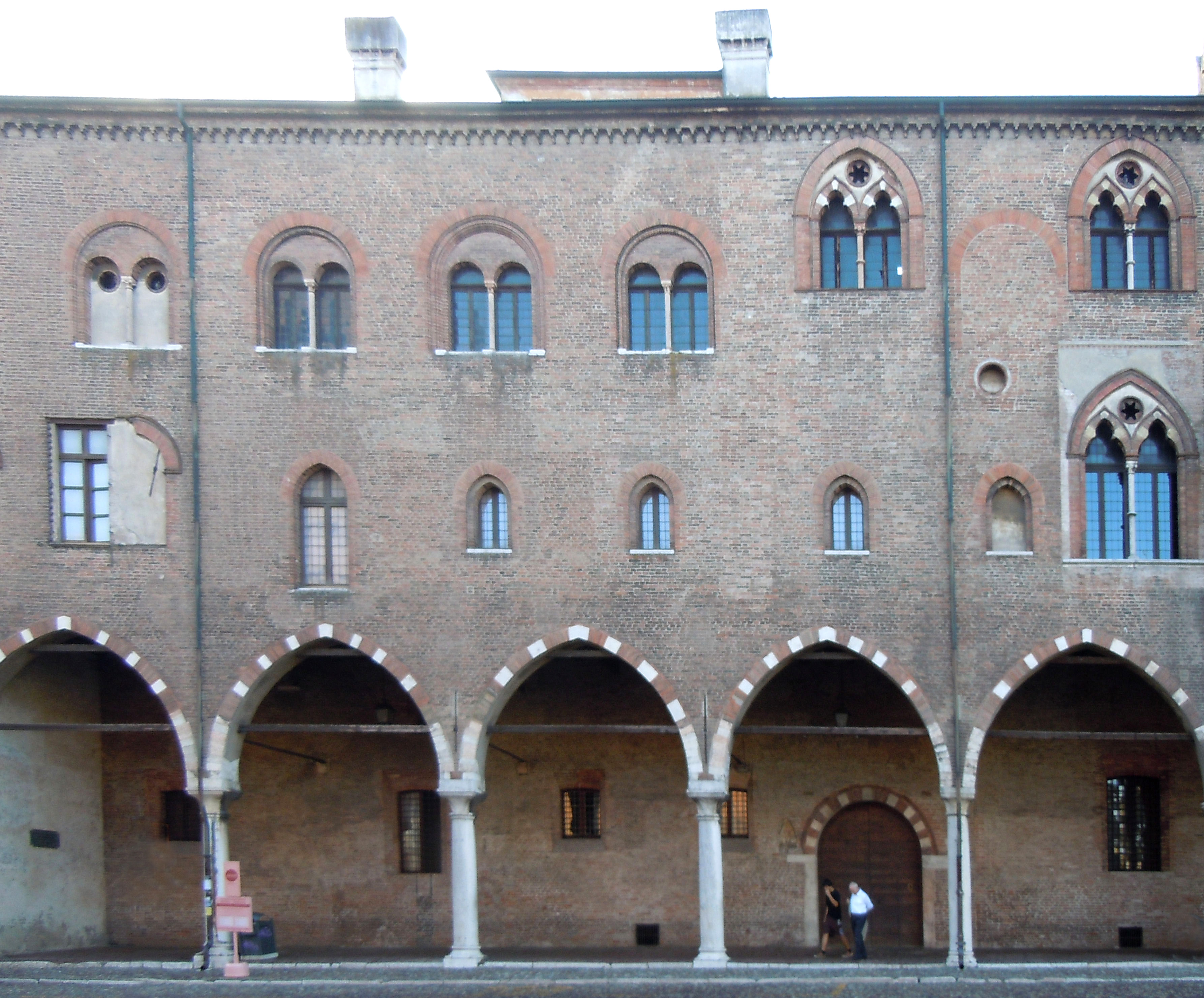
Mantua, Magna Domus

Die errungene Machtposition veranlasste Rinaldos Bruder Guido dazu, bereits 1299 mit der Errichtung einer neuen, dem gehobenen Status der Familie als Herren von Mantua angemessenen Residenz – der „Magna Domus“ – zu beginnen. Es ist dies der älteste Teil des später vielfach erweiterten Palazzo Ducale in Mantua auf der heutigen Piazza Sordello.
Rinaldo zählte in der Folge zu den engsten Beratern seines Bruders Guido und wurde von diesem mit der Umsetzung seiner Regierungsmaßnahmen oder mit diplomatischen Missionen betraut.
Eine Wende ergab sich für Rinaldo durch die im Jahre 1308 erfolgte Erkrankung seines Bruders Guido, der nicht mehr in der Lage war, die Regierungsgeschäfte selbst zu kontrollieren. Daher vertrat er ab 6. September 1308 seinen Bruder im Stadtrat von Mantua als dessen Stellvertreter und wurde von diesem mit Dekret vom 13. November 1308 zu dessen Generalvikar und Nachfolger als Herr von Mantua ernannt. Eine Verfügung, die vom Großen Rat von Mantua am 18. November zur Kenntnis genommen und bestätigt wurde. Vor seinem Tod warnte Guido in Vorausahnung der Zukunft seinen Bruder Rinaldo/Passerino, sich vor den Gonzaga in Acht zu nehmen.

### Herr von Mantua

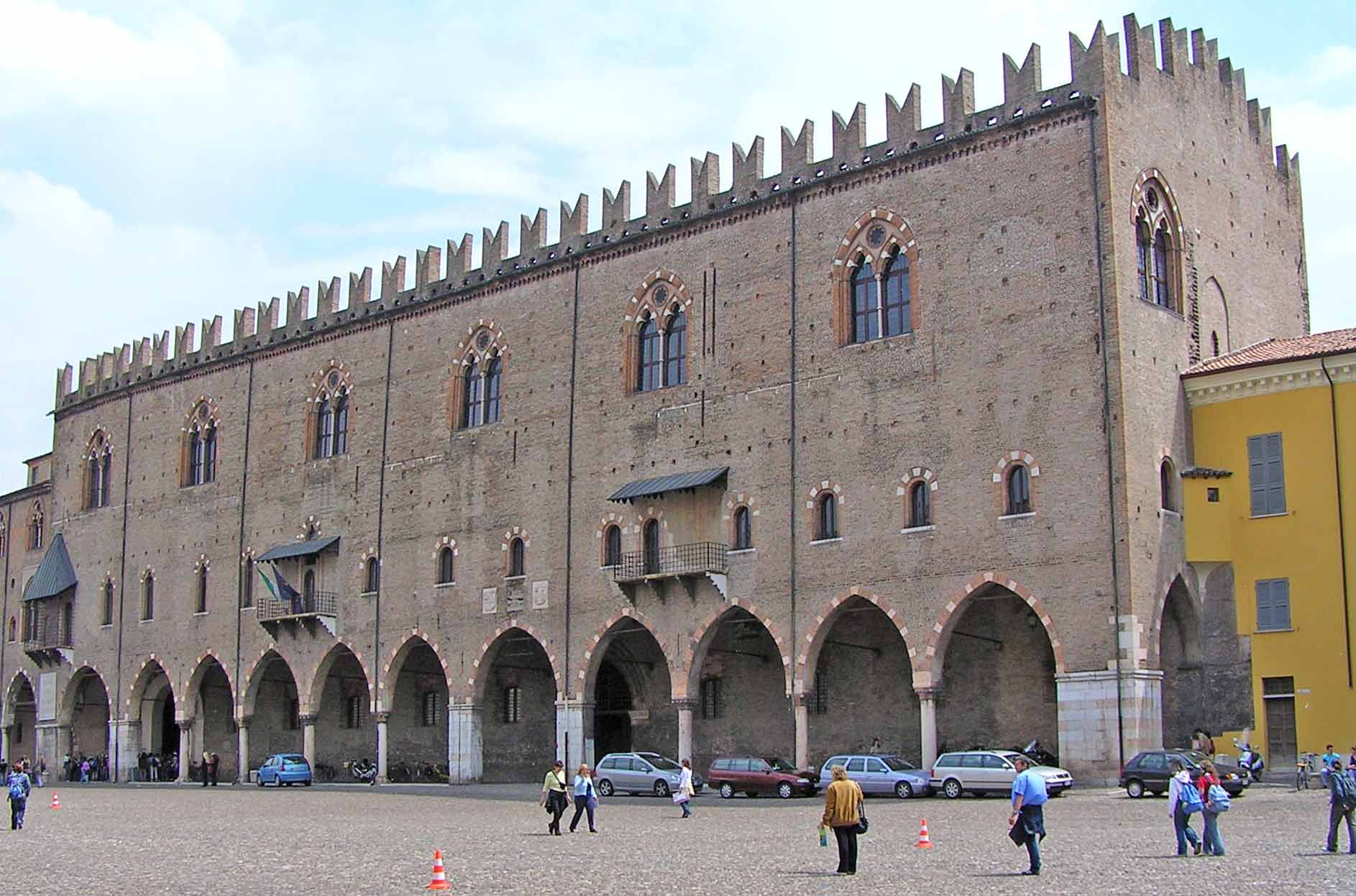
Mantua, Palazzo del Capitano, im Besitz von Rinaldo

Als sein Bruder Guido am 21. Januar 1309 verstarb, folgte daher Rinaldo/Passerino Bonacolsi auf ihn ohne jegliche Schwierigkeit als vierter Herr von Mantua. Neben ausgedehnten Ländereien übernahm er dabei zugleich auch das beachtliche architektonische Erbe seiner Familie in Mantua. Es war dies der Palazzo Bonacolsi samt der Torre della Gabbia – dem höchsten Turm der Stadt – die Casa Torre dei Bonacolsi im Vicolo Bonacolsi, die sein Großvater Pinamonte um 1280 erbauen ließ und die Rinaldo um 1300 durch eine Passage mit dem gegenüberliegenden Gebäude verband, sowie die gleichfalls von Pinamonte 1273 erworbene Torre degli Zuccaro und die 1299 von Guido Bonacolsi errichteten Gebäude, die Magna Domus und den Palazzo del Capitano.

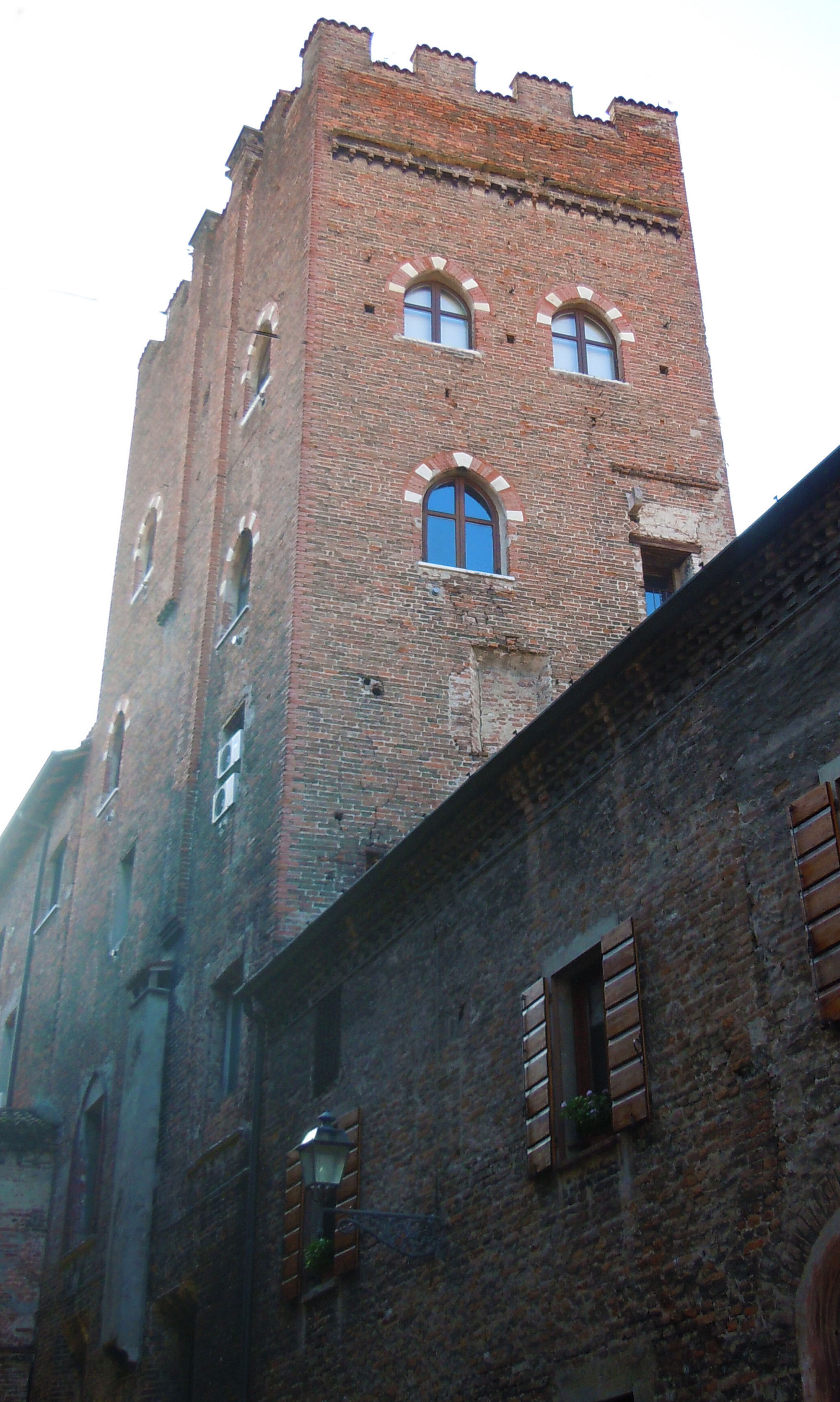
Mantua, Casa-Torre dei Bonacolsi

Zu seiner Unterstützung – und wohl auch, um allfälligen Umsturzgedanken zuvorzukommen – ernannte er zugleich seinen Bruder Bonaventura, genannt Butirone, zum Mitregenten. Im selben Jahr erhielt er auch die offizielle Anerkennung seiner Herrschaft durch die formelle Investitur als kaiserlicher Vikar zu Mantua.
Um sich bei der Bevölkerung beliebt zu machen und die Einnahmen zu erhöhen, kündigte Rinaldo am 23. Oktober 1309 gegenüber dem Dogen von Venedig Pietro Gradenigo den 1274 mit dem Dogen Lorenzo Tiepolo geschlossenen Vertrag über die Handelsschifffahrt am Po, wodurch es zu erheblichen Spannungen mit der Republik Venedig kam, die sich durch die hohen in Mantua zu entrichtenden Abgaben beschwert fühlte.

### Außenpolitik

#### Ghibellinen und Guelfen
Während der Herrschaft von Rinaldo Bonacolsi gab es in Norditalien eine besonders intensive Auseinandersetzung zwischen den Parteien der kaiseraffinen Ghibellinen und den papstaffinen Guelfen. Rinaldo/Passerino blieb der ghibellinischen Politik seiner Familie treu, nahm daher umgehend Kontakt zu den führenden Familien dieser Partei auf, wie den Visconti in Mailand, den della Scala in Verona und den Este in Ferrara, um die traditionellen Bündnisse zu erneuern.

#### Großmächte
Diese internen Auseinandersetzungen wurden durch die rivalisierenden Interessen – und Interventionen – europäischer Großmächte in Italien, d. h., insbesondere des Heiligen Römischen Reiches, der in Avignon residierenden Päpste, aber auch Frankreichs, das mit dem Haus Anjou ab 1266 die Könige von Neapel stellte – akzentuiert.
Die Herrschaft Rinaldos wurde daher wesentlich durch den Italienzug von König Heinrich VII. (aus dem Haus Luxemburg), durch die Italienpolitik von Papst Johannes XXII. und durch den Romzug von König Ludwig IV. „dem Bayern“ geprägt.

#### Romzug von König Heinrich VII.

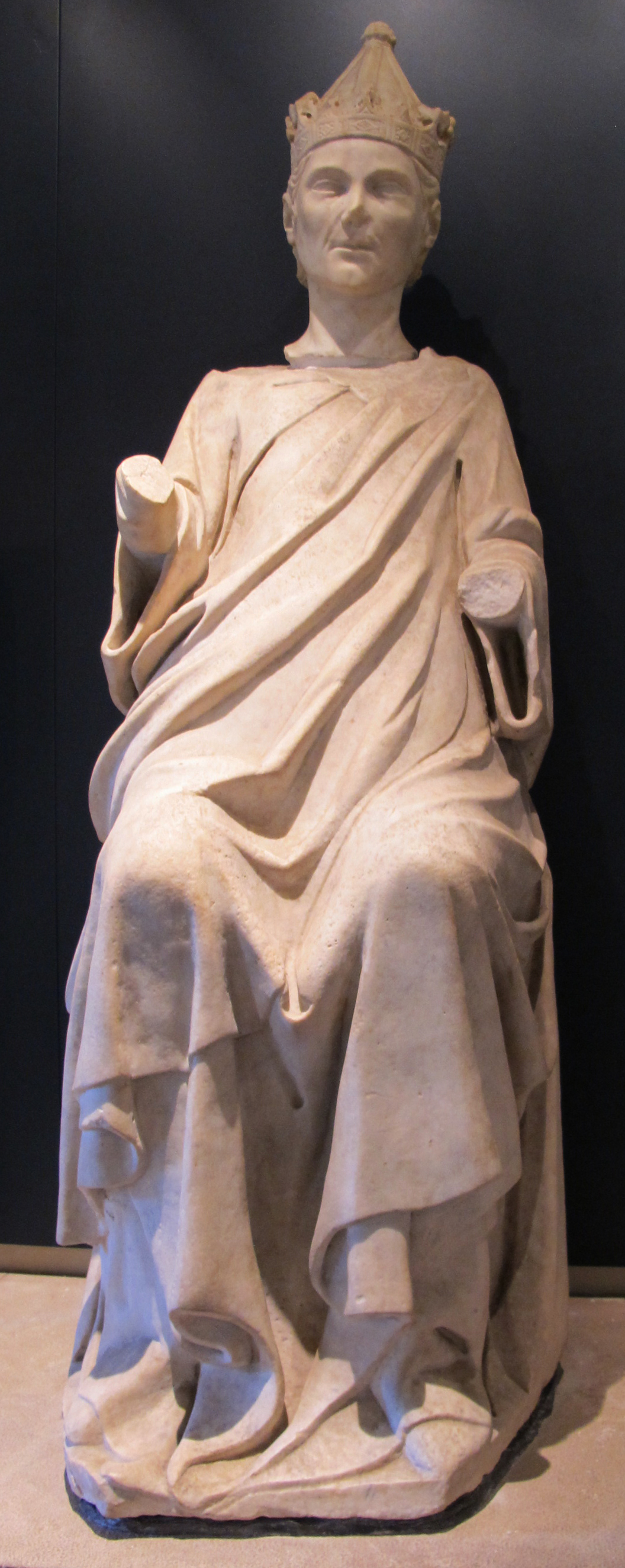
Tino di Camaino, Statue von Heinrich VII. (Grabmonument)1313

##### Vorbereitung des Romzuges
Rinaldo/Passerino Bonacolsi war ehrgeizig, daher nahm er statt „Capitano“ den Titel „Signore“ von Mantua an und folgte damit dem Beispiel der della Scala von Verona, der da Carrara von Padua und der della Torre in Mailand. Er galt als einer der fähigsten Feldherren seiner Zeit, baute Mantua zu einer uneinnehmbaren Festung aus und kommandierte zeitweise über zehntausend Soldaten.
Für ihn wie für die anderen Ghibellinen waren daher die Romfahrten der römisch-Deutschen Könige Gegenstand höchster Erwartungen, da die Hoffnung bestand, bei dieser Gelegenheit nicht nur den Einfluss der gegnerischen Guelfen zurückzudrängen, sondern damit zugleich auch den eigenen Herrschaftsbereich zu erweitern.
Durch die geplante Romfahrt des römischen Königs Heinrich VII. aus dem Haus Luxemburg, der eine „Restauratio imperii“ – d. h., eine Erneuerung der universalen Kaiseridee – anstrebte, zeichnete sich daher für Rinaldo und die anderen Häupter der Ghibellinen eine sehr erfreuliche Wende ab.
Bereits im Frühsommer 1310 hatte König Heinrich VII. Gesandtschaften nach Reichsitalien gesandt, die seine Reise ankündigten und zugleich von den Feudalherren und Gemeinden den Treueeid verlangten. In Mantua kamen diese Gesandten im Juli 1310 an und wurden dort erwartungsgemäß mit allen Ehren empfangen.
Die dabei demonstrative Loyalität hielt Rinaldo jedoch nicht davon ab, primär seine eigenen Ziele zu verfolgen und den von König Heinrich VII. erlassenen Aufruf zum Frieden zu ignorieren. Dies, indem er im Oktober 1310 mit seinem Verbündeten, Alboino della Scala, dem Herren von Verona, einen Krieg gegen die Stadt Reggio nell’Emilia begann, um dort die Rückkehr der ghibellinischen Familien – u. a. der Familie der Sesso – zu erzwingen. „Nebenbei“ besetzte er dabei u. a. die Herrschaften Reggiolo und Novi.

##### Huldigung an König Heinrich VII.
Auf die Nachricht, der König sei in Italien angekommen, entsandte Rinaldo am 16. November 1310 zwei Gesandte, Zambono della Teyga und Maffeo de Michaelibus als Vertreter seiner Person und der Stadt Mantua zum König, die diesem am 2. Dezember in der Stadt Asti huldigten.

##### Erwerb von Castel d’Ario

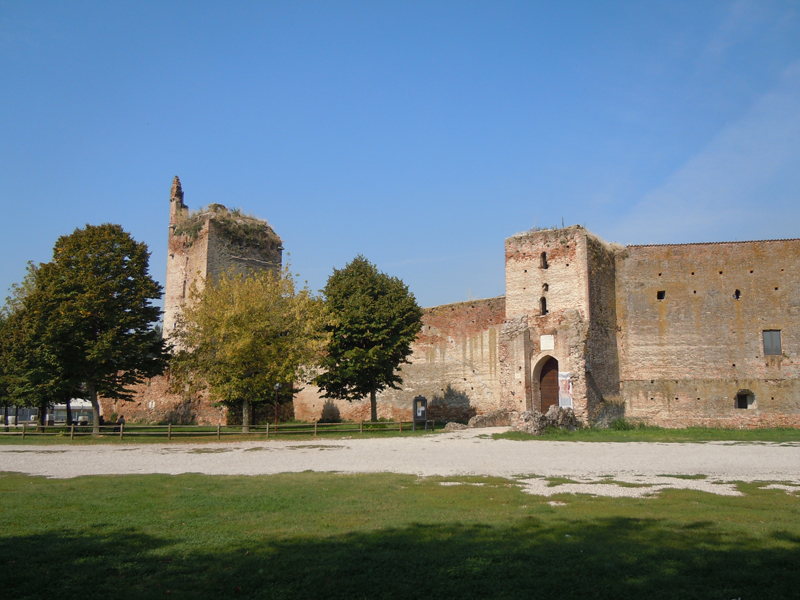
Die Burg von Castel d’Ario

Nebenbei gelang es Rinaldos Gesandten, diesen Akt der Huldigung zu nützen, um für Rinaldo eine Bestätigung über den Besitz des Castel d’Ario zu erlangen, das sich etwa 19 km östlich von Mantua befindet. Diese Burg gehörte zwar an sich dem Bistum Trient, sie war jedoch seit fast vierzig Jahren im faktischen Besitz der Bonacolsi, wodurch es nicht allzu schwer war, die Rechte von Trient zu übergehen. Diese Burg sollte sich jedoch später für Rinaldo als schicksalhaft erweisen.
Dafür zeigte sich Rinaldo auch bei der Krönung von Heinrich VII. zum König von Italien, die am 6. Jänner 1311 in Mailand stattfand, als getreuer Vasall und war dort durch eine sehr ansehnliche Gesandtschaft vertreten.

##### Rückschläge für Rinaldo
Die Politik von König Heinrich VII. brachte jedoch auch einige Rückschläge für Rinaldo.
Nach einem Protest der Stadt und des Bischofs von Reggio ordnete Heinrich VII. am 12. Jänner 1311 schließlich die Einstellung der Kampfhandlungen gegen Reggio und die Räumung der von Rinaldo besetzten Gebiete an. Es ist allerdings nicht überliefert, ob diese tatsächlich erfolgten.
Ein anderes Problem war, dass König Heinrich VII. versuchte, die bewaffneten Konflikte zwischen den Kommunen in Reichsitalien zu beenden und die zerstrittenen Parteien zu befrieden, indem er Reichsvikare ernannte, die über den Parteien – und über den lokalen Stadtherren – standen. Diese sollten die Versöhnung der verfeindeten Parteien durch die Rückkehr der aus den Städten vertriebenen Familien der jeweiligen Oppositionsparteien fördern.
Für Rinaldo war dieser Plan ebenso wie in Verona für Alboino und Cangrande della Scala ein schwerer Rückschlag, da sie im Februar 1311 gezwungen waren, zugunsten der neu ernannten königlichen Vikare auf erhebliche Teile ihrer gewohnten Herrschaftsrechte zu verzichten. Allerdings sollte dieser Verzicht für beide Signorien nur von kurzer Dauer sein.
In Mantua wurde der Florentiner Lapo degli Uberti (* 1247, † um 1312) als königlicher Vikar eingesetzt, der aus zwei Gründen geeignet erschien. Er kannte Mantua, da er dort bereits in den Jahren 1286 und 1299 als Podestà gewirkt hatte, zugleich war er aber auch ein Sohn des berühmten Anführers der Florentiner Ghibellinen Farinata degli Uberti – den Dante Alighieri in der Göttlichen Komödie wohl nicht zu Unrecht im X. Gesang des Inferno unter den Häretikern anführt.

##### Rückkehr der Opposition nach Mantua
Lapo degli Uberti begann umgehend mit der Umsetzung seines Auftrages, indem er die Rückkehr der guelfischen Stadtgeschlechter anordnete, die 1299 – anlässlich der Machtübernahme von Guido dei Bonacolsi – aus Mantua vertrieben worden waren.
Dadurch kehrten auch die geschworenen Feinde der Bonacolsi nach Mantua zurück. So etwa die Grafen Casaloldi – unter deren Förderung Rinaldos Großvater Pinamonte Bonacolsi in Mantua so mächtig geworden war, dass er seine Förderer 1278 aus der Stadt vertrieb – und u. a. auch die feindlichen Adelsfamilien der Riva und der Gaffari. Auch die damals gleichfalls vertriebenen Cousins von Rinaldo, die Söhne von Tagino dei Bonacolsi, Saraceno und Bertone, kehrten nach Mantua zurück.

##### Vertreibung des kaiserlichen Vikars aus Mantua
Statt der erhofften Aussöhnung in Mantua kam es kurz darauf zu gewaltsamen Tumulten und Straßenkämpfen, an denen Rinaldo wohl nicht ganz unbeteiligt war, obwohl es offiziell hieß, dass diese von den Exilanten ausgegangen waren. Selbst ein Vermittlungsversuch, den im Auftrag von König Heinrich VII. der Bischof von Genf unternahm, blieb erfolglos. Das Experiment endete mit der gewaltsamen Vertreibung der guelfischen Heimkehrer, wobei schließlich selbst der königliche Vikar Lapo degli Uberti im März 1311 zur Abreise gezwungen wurde.
Rinaldo konnte dadurch seine Position in der Stadt erheblich verstärken und ließ sich im April 1311 formell zum Podestà ernennen.

##### Demonstrative Loyalität Rinaldos
Zum Ausgleich demonstrierte Rinaldo gegenüber König Heinrich VII. besondere Loyalität, indem er sich persönlich an den provisorischen Hofstaat des Königs begab, um die Sache zu erklären. In der Folge nahm er persönlich von Mai bis September 1311 mit eigenen Streitkräften an der Belagerung von Brescia durch kaiserliche Truppen teil, wie zahlreiche von ihm ausgestellte Urkunden zeigen.

##### Königlicher Vikar von Mantua
Diese Unterstützung blieb nicht ohne Belohnung, denn als Heinrich VII. auf Einladung Rinaldos im Sommer 1311 Mantua besuchte, ernannte er Rinaldo zum Reichsvikar in Mantua. Dies allerdings mit der Auflage, die königliche Kriegskasse mit der sehr erheblichen Summe von 20.000 Florinen zu verstärken. Rinaldo akzeptierte dankbar, beschränkte sich jedoch darauf, eine bescheidene Anzahlung von 1.500 Florinen zu leisten. Da keine weiteren Zahlungen einlangten, musste er sich bereits am 10. September 1311 ermahnen lassen, endlich auch den Rest der Summe zu bezahlen.

##### Herr von Modena
Die am 29. Juni 1312 erfolgte Kaiserkrönung von Heinrich VII. verstärkte das Selbstvertrauen der Ghibellinen. Rinaldo/Passerino gelang es im Jahre 1312 in Modena die Macht zu übernehmen, da der dortige kaiserliche Vikar, Francesco I. Pico della Mirandola (* um 1272, † um 1322), bei einem Scharmützel in Baggiovara von bolognesischen Truppen gefangen genommen worden war. Angesichts der Gefahr, dass diese Truppen gemeinsam mit den aus Modena vertriebenen Guelfen die Stadt in ihre Gewalt bringen könnten, bot der Stadtrat Rinaldo als bewährtem Feldherren die Herrschaft in Modena an. Rinaldo nahm dieses Angebot an, sandte Rambaldo de'Ramberti als Podestà nach Modena und übernahm am 15. Oktober 1312 persönlich – als „perpetuo Signore e Capitano“ (Ständiger Herr und Hauptmann) – die Herrschaft in Modena. Dies geschah jedoch erst, nachdem er Francesco Pico della Mirandola um 50.000 Goldscudi die Funktion des Capitano del Populo abgekauft hatte.

##### Kampf um Cremona
Bald darauf versuchte Rinaldo, seinen Einflussbereich auch in Richtung auf die Stadt Cremona auszuweiten, die traditionell zu den Gegnern Mantuas zählte. Die Gelegenheit dazu ergab sich daraus, dass Kaiser Heinrich VII. Rinaldo 1312 mit einigen Burgen im Gebiet der Stadt belehnt hatte. In der Stadt selbst hatten die Guelfen unter Guglielmo Cavalcabò 1312 den erst 1311 von König Heinrich VII. eingesetzten Vikar Galeazzo I. Visconti, vertrieben und so die Macht zurückgewonnen.
Rinaldo verbündete sich mit Galeazzo Visconti – der in Dantes Göttlicher Komödie im VIII. Gesang des Läuterungsberges indirekt – über sein Wappen als Ehemann der Vanna Visconti – angesprochen wird – um mit ihm gemeinsam Cremona anzugreifen. Es kam zur Schlacht bei Soncino, in der die Cremonesen eine schwere Niederlage erlitten und das Haupt der Guelfen von Cremona, Guglielmo Cavalcabó, das Leben verlor. Trotz dieses Erfolges gelang es den Verbündeten jedoch nicht, die stark befestigte Stadt einzunehmen. Erst ein Jahrzehnt später, in einem zweiten Anlauf, konnten sie 1321 Cremona erobern, das an Galeazzo II. Visconti fiel, der von 1322 bis 1328 als Herr von Mailand regierte.

##### Konflikt mit Heinrich VII.
Inzwischen kam es zu einer ernsthaften Verstimmung zwischen Rinaldo und Kaiser Heinrich VII., da im Frühjahr 1313 von dessen Beratern der Vorwurf erhoben wurde, Rinaldo würde heimlich mit guelfischen Gegnern des Reiches zusammenarbeiten. Dies insbesondere mit dem Herren von Parma, Giberto III. da Correggio († 1326), der 1312 zur Partei der Guelfen abgefallen war, aber auch mit den guelfischen Städten Cremona und Reggio. Diese Vorwürfe waren wohl nicht ganz unbegründet, da Rinaldo tatsächlich mit Reggio im September 1312 einen Freundschaftsvertrag abgeschlossen hatte.
Hinzu kamen weitere Vorwürfe, denn Rinaldo entzog sich dem wiederholten Ersuchen des Kaisers, Truppen zu dessen Unterstützung in die Toskana zu entsenden und zeigte auch wenig Bereitschaft, den für die Ernennung zum Vikar von Mantua noch geschuldeten Betrag von 18.500 Florinen zu bezahlen.
Der Konflikt führte dazu, dass am 27. Mai 1313 eine kaiserliche Delegation nach Mantua entsandt wurde, die gegen Rinaldo eine Untersuchung mit anschließendem Gerichtsverfahren durchführen sollte. Im Falle eines Schuldspruches sollte Rinaldo gemeinsam mit seinem Bruder Butirone abgesetzt und eingesperrt werden, wobei dann die Funktion des kaiserlichen Vikars über die von ihm beherrschten Gebiete neu zu vergeben wäre.

##### Tod von Kaiser Heinrich VII.
Diese Gefahr für Rinaldo und die Herrschaft der Bonacolsi in Mantua kam jedoch nicht zum Tragen, da Kaiser Heinrich VII. am 24. August 1313 in Buonconvento (bei Siena) plötzlich verstarb.
Damit entging zwar Rinaldo der Absetzung, jedoch wurde dadurch auch die Hoffnung der Ghibellinen zunichte, mit Hilfe des Kaisers erfolgreich gegen die Guelfen und gegen den päpstlichen Vikar in der Romagna, Robert von Anjou, vorgehen zu können.

##### Tod von Papst Clemens V.
Bald darauf, am 20. April 1314, starb auch der Gegenspieler von Kaiser Heinrich VII., Papst Clemens V. (Bertrand de Got). Noch kurz vor seinem Tod hatte dieser jedoch am 14. März 1314 die Constitutio „Pastoralis cura“ erlassen, die für die Reichspolitik in Italien von Bedeutung war. Darin wurde nämlich festgehalten, dass während einer Sedisvakanz im Heiligen Römischen Reich ausschließlich der Papst das Recht hätte, das Reich zu regieren und zu verwalten, da Gott an Petrus die höchsten Rechte sowohl im irdischen wie im himmlischen Rech übertragen hätte. Am 31. März 1317 ernannte er Robert von Anjou, König von Neapel (1309–1349) zum Vikar und Herren der Länder, Orte und Städte des Reiches „ultra montes“ d. h., südlich der Alpen.
Durch die folgende – über zweijährige – Sedisvakanz hatten die führenden Vertreter der Ghibellinen freie Hand, ihre Interessen zu verfolgen. Matteo Visconti, der Herr von Mailand, nützte dies, um in einer umfassenden Militäraktion in den Jahren 1314–1316 seinen Herrschaftsbereich u. a. um Pavia, Alessandria, Tortona, Parma u. Piacenza erheblich auszuweiten.

##### Liga der Ghibellinen
Das Fehlen des Kaisers veranlasste die Ghibellinen dazu, sich enger zusammenzuschließen. Am 11. September 1314 kam es zu einem Bündnis zwischen Rinaldo und Butirone dei Bonacolsi von Mantua, Cangrande I. della Scala von Verona und Uguccone della Faggiola (* um 1250, † 1318), dem Herren von Pisa und Lucca. Diese Allianz hatte Erfolg, da es ihr gelang, unter der militärischen Führung von Uguccone della Faggiola den Truppen der guelfischen Vormacht Florenz am 15. Juli 1315 in der Schlacht bei Montecatini eine vernichtende Niederlage zuzufügen.
Anschließend war man bemüht, die von der Allianz kontrollierten Territorien zu erweitern. Rinaldo unterstützte daher mit seinen Truppen die Bemühungen von Cangrande della Scala, die Städte Brescia, Padua und Treviso zu erobern und versuchte anschließend selbst, die ghibellinischen Städte Parma und Cremona unter seine Kontrolle zu bringen, die damals von Giberto da Correggio beherrscht wurden. Der Erfolg dieser Bemühungen war allerdings begrenzt, da es den Verbündeten nur gelang, einige kleinere Städte, darunter 1315 Viadana, ein Lehen der Cavalcabó, Sabbioneta, Dosolo und 1316 Casalmaggiore einzunehmen.
Der Versuch Rinaldos, 1315 in dem von der Kirche kontrollierten Ferrara die Macht zu übernehmen, indem er eine Revolte von vertriebenen Ghibellinen unter Francesco Menabò mit Geld und Waffen unterstützte, blieb jedoch wegen der entschlossenen Gegenwehr der Stadt erfolglos.

#### Papst Johannes XXII.
Im Jahre 1316 kam es durch die Papstwahl zu einer wesentlichen Verschiebung der machtpolitischen Parameter in Italien. Nach einer über zweijährigen Sedisvakanz wurde am 7. August 1316 der französische Prälat Jacques Duèze zum Papst gewählt, der den Namen Johannes XXII. annahm.

##### Aktive Italienpolitik
Als ehemaliger Kanzler des Königs von Neapel, Robert I. von Anjou († 1343) und durch seine Residenz in Avignon stand der Papst französischen Interessen nahe. Zugleich war er ein überzeugter Verfechter kirchlicher Herrschaftsrechte und entschlossen, diese mit Nachdruck durchzusetzen. Er war daher ein Gegner der kaiserlichen Ansprüche in Italien und damit auch der Ghibellinen.

##### Legaten und Erlässe
Um seinen Einfluss in Italien geltend zu machen, ernannte der Papst am 29. Jänner 1317 zwei bedeutende Mönche, den Dominikaner Bernard Gui (Inquisitor von Toulouse) und den Franziskaner Bertrand de la Tour zu päpstliche Legaten, die er mit dem Auftrag nach Italien sandte, die Mission eines Kardinal-Legaten vorzubereiten, der die Herrschaft der Kirche in den von ihr beanspruchten Territorien wiederherstellen und die lokalen Machthaber und Tyrannen zum Gehorsam gegenüber der Kirche verpflichten sollte, um dadurch im Sinne der päpstlichen Politik Ordnung zu schaffen und Frieden zu stiften. Dies betraf insbesondere die drei kaiserlichen Vikare, die Oberitalien dominiertem, Matteo I. Visconti, Cangrande della Scala und Rinaldo/Passerino dei Bonacolsi, da sie das neuerliche Auftreten eines römisch-deutschen Königs in Italien wahrscheinlich machten.
Um seinen Machtanspruch zu unterstreichen, bestätigte Papst Johannes XXII. in einer Bulle vom 31. März 1317 in feierlicher Form die Constitutio seines Vorgängers Clemens V. bezüglich der Reichsregierung während einer Thronvakanz und erließ zugleich an alle Betroffenen bei sonstiger Exkommunikation das Verbot, den Titel “kaiserlicher Vikar” zu verwenden. Dies mit der Begründung, dass es im Heiligen Römischen Reich nach der Doppelwahl von 1314 weiterhin eine Sedisvakanz gebe, da keiner der Thronprätendenten die päpstliche Zustimmung erlangt hatte und daher niemand das Recht habe, derartige Titel zu verleihen, geschweige denn, sie zu führen. Er weigerte sich daher, die Wahl von Ludwig dem Bayern zum römischen König und damit dessen Anwartschaft auf die Kaiserkrönung anzuerkennen, und bestätigte “stellvertretend” am 16. Juli 1317 König Robert I. von Neapel als Reichsvikar in Italien.

##### Maßnahmen gegen die Ghibellinen
Die Maßnahmen des Papstes richteten sich primär gegen die mächtigsten Führer der Ghibellinen in Norditalien, wie Matteo I. Visconti dem Herren von Mailand, Can Grande I. della Scala, dem Herren von Verona, und Rinaldo Bonacolsi als Herren von Mantua. Wie wenig der Papst von der Politik dieser Regionalherrscher hielt, zeigt seine Weisung an den Bischof von Parma, über die Stadt Parma das Interdikt zu verhängen, da die Bevölkerung der Stadt die genannten Anführer der Ghibellinen im Krieg gegen das guelfische Brescia unterstützt hatte.

##### Exkommunikation Rinaldos
Die päpstlichen Legaten besuchten zunächst Mailand, dann Verona – wo sie vergeblich versuchten, Cangrande zur Beendigung des Krieges gegen Brescia zu überreden – und langten am 25. Juni 1317 in Mantua ein. Da Rinaldo sich ebenso wenig kompromissbereit zeigte, wie Matteo I. Visconti und Cangrande I. della Scala, machten die Legaten von ihren Machtbefugnissen Gebrauch und exkommunizierten diese drei Anführer der Ghibellinen zu Beginn des Jahres 1318.

##### Herr von Parma
Rinaldo ließ sich von dieser schweren Strafe nicht beeindrucken und setzte ungestört seine Bemühungen um die Erweiterung seines Herrschaftsbereiches fort. Sein Ziel war diesmal die Stadt Parma. Dort war Giberto III. da Correggio († 1321) am 25. Juli 1316 auf Betreiben Rinaldos durch eine geheime Zusammenarbeit mit Giovanni Qillico, einem Schwager von Giberto III., von der Herrschaft vertrieben worden, daher Bedarf an einer starken Hand. Rinaldos Angebot, die Kontrolle zu übernehmen, wurde daher angenommen, worauf er 1317 dort in der Person von Gherardo Buzzalini da Verona einen Mann seines Vertrauens als Stadthauptmann installierte. Dieser konnte sich dort allerdings nur kurze Zeit halten.
Im Frühjahr 1317 unternahm Rinaldo einen erfolgreichen Feldzug gegen Cremona, wo er die von dort vertriebenen Ghibellinen wieder an die Macht brachte.

##### Verlust von Modena
Bald darauf gab es jedoch einen wesentlichen Rückschlag für Rinaldo. Im Juni 1317 tauchte vor den Mauern von Modena plötzlich Francesco Pico della Mirandola mit seinen Truppen auf, brach den Widerstand des von Rinaldo eingesetzten Podestà Federico della Scala und entfachte dort zu Jahresbeginn 1318 einen erfolgreichen Aufstand der Bevölkerung gegen die Herrschaft der Bonacolsi und übernahm dort die Macht.

##### Herr von Cremona
Zum Ausgleich für diesen Verlust wurde ihm von Cangrande della Scala im August 1318 eine Art Protektorat über Cremona übertragen, da dort die Ghibellinen im April dieses Jahres wieder die Macht übernommen hatten. Der Stadthauptmann, Ponzino Ponzoni, konnte sich dort nur dank der militärischen und politischen Unterstützung durch Rinaldo behaupten. Diese Erwerbung erwies sich jedoch als von sehr kurzer Dauer, da Giacomo Cavalcabò und Giberto da Correggio die Stadt bereits am 23. November 1319 mit Gewalt wieder unter ihre Kontrolle brachten und damit die Herrschaft Rinaldos und der Ghibellinen beendeten.

##### Wiedergewinn von Modena
Erfolgreich war Rinaldo hingegen bei der Wiedergewinnung der Herrschaft über Modena. Eine Chance dafür ergab sich daraus, dass Francesco Pico della Mirandola – der ihm 1318 Modena entrissen hatte – die Stadt verlassen hatte, um die Stadt Carpi zu unterstützen, die sich gegen den Herren der Stadt Manfredo Pio erhoben hatte, der mit Rinaldo verbündet war. Rinaldo nützte diese Gelegenheit, indem er nach Modena marschierte und dort wieder die Kontrolle übernahm. Francesco Pico della Mirandola war daher gegen Ende 1319 gezwungen, Rinaldo auch formell die Herrschaft über Modena abzutreten und erhielt dafür eine Garantie für seine persönliche Sicherheit. Rinaldo „vergaß“ allerdings bald auf diese Garantie, denn er ließ 1321 Francesco Pico, gemeinsam mit dessen Söhnen, gefangen nehmen und im Hungerturm des Castel d’Ario einsperren, wo sie verstarben. Nicht genug damit, eroberte Rinaldo anschließend Stadt und Burg Mirandola, den Stammsitz dieser Linie der Familie Pico und ließ sie dem Erdboden gleichmachen.

##### Kardinallegat Bertrand du Pouget
Besorgt über diese Entwicklung in Italien, ernannte Papst Johannes XXII. im Jahre 1319 seinen Neffen, den Kardinal Bertrand du Pouget, zum päpstlichen Legaten in der Lombardei, in der Romagna und in der Toskana. Der Kardinallegat marschierte 1320 mit einem Söldnerheer nach Italien, um die päpstlichen Herrschaftsansprüche durchzusetzen, wobei es ihm u. a. gelang, den Visconti eine Reihe von Städten wie Pavia, Parma und Piacenza zu entziehen. Am 8. Dezember 1320 rief der Papst in einer Bulle sogar zum Kreuzzug gegen den Ghibellinen Federico da Montefeltro und seinen Verbündeten auf, die als Häretiker bezeichnet wurden.

##### Exkommunikation von Rinaldo
Federico da Montefeltro wurde am 2. April 1322 in Urbino getötet und auch Rinaldo/Passerino Bonacolsi kam kurz darauf in Bedrängnis, da er vom päpstlichen Legaten im Jahre 1323 persönlich als Häretiker exkommuniziert wurde.
Der päpstliche Legat Bertrand du Poujet bemühte sich darum, die führenden Ghibellinen wieder in den Gehorsam gegenüber der Kirche zurückzuführen. Da Rinaldo nicht bereit war, sich zu unterwerfen, kam es zu einem kirchlichen Strafverfahren, das den Mönchen Barnaba und Onesto da Pavia übertragen wurde. Rinaldo wurde in der Folge nach Piacenza vorgeladen. Da er nicht erschien, wurde er am 30. Jänner 1324 vom kirchlichen Gericht als Häretiker verurteilt und neuerlich exkommuniziert.

#### Romzug von König Ludwig dem Bayern

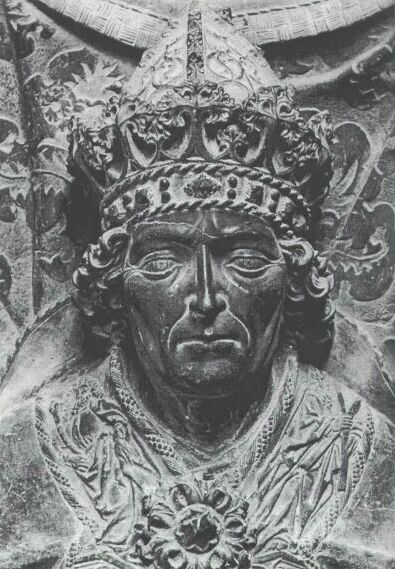
Kaiser Ludwig IV. der Baier, Grabmonument

Angesichts der Erfolge des Kardinallegaten hoffte Rinaldo Bonacolsi wie andere Führer der Ghibellinen auf den nächsten Romzug des römischen Königs, der jedoch durch die Doppelwahl von 1314 in Frage gestellt wurde, da sich zwei gewählte Kandidaten, Ludwig der Bayer und Herzog Friedrich der Schöne von Österreich, gegenüberstanden.

##### Verzögerung durch Doppelwahl
Die Geduld der Ghibellinen wurde dadurch auf eine sehr lange Probe gestellt, da sich die Möglichkeit einer Romfahrt erst acht Jahre später abzeichnete, nachdem Ludwig der Bayer seinen Rivalen Friedrich von Österreich am 28. September 1322 in der Schlacht bei Mühldorf besiegt hatte und damit als römisch-deutscher König feststand.
Erst im Frühjahr 1323 schickte König Ludwig schließlich zur Vorbereitung seiner Reise eine Gesandtschaft nach Italien, die unter der Leitung des königlichen Vikars Graf Berthold von Marstetten und Graf Friedrich VII. von Truhendingen stand. Diese Gesandtschaft langte im Mai in Mantua ein, überbrachte die erfreuliche Nachricht von der bevorstehenden Romfahrt des Königs, zugleich aber auch die Aufforderung, gemeinsam mit Cangrande della Scala Soldaten nach Mailand zu entsenden, da dort Galeazzo I. Visconti von päpstlichen Truppen belagert wurde.

##### Erneuerung der Liga der Ghibellinen
In Erwartung des Romzuges kam es zur Erneuerung der Ghibellinischen Liga. Zunächst schloss Rinaldo mit Cangrande I. della Scala und Obizzo III. d’Este am 28. Juni 1323 in Ferrara ein Bündnis zur Unterstützung von König Ludwig ab. Am 17. Jänner 1324 kam es in der Burg von Palazzolo, in Gegenwart des königlichen Vikars Berthold von Marstetten, zu einem Treffen der wichtigsten Häupter der Ghibellinen, an dem neben Rinaldo u. a. Cangrande I. della Scala, Galeazzo I. Visconti, Castruccio Castracani und Rinaldo d‘ Este teilnahmen, die sich neuerlich zu einer Ghibellinischen Liga zusammenschlossen.
Als Reaktion darauf wurde König Ludwig der Bayer am 23. März 1324 von Papst Johannes XXII. gebannt, da er seinen Titel ohne päpstliche Genehmigung trug und begonnen hatte, in Oberitalien Reichspolitik zu betreiben. König Ludwig erklärte daraufhin seinerseits den Papst für abgesetzt, konnte sich jedoch bis zu seinem Tod im Jahre 1347 nicht aus dem Kirchenbann lösen.
Auch Rinaldo hatte zu kämpfen, denn 1325 war er gezwungen, Modena gegen die Truppen derjenigen Guelfen zu verteidigen, die von ihm selbst aus Modena bzw. von seinen Parteifreunden aus Reggio und Bologna vertrieben worden waren. Im selben Jahr unternahm er eine Militärexpedition zur Unterstützung von Azzone Visconti, der sich am 16. März 1325 San Donnino angeeignet hatte, blieb jedoch ohne Erfolg.

##### Ehe mit Elisa d’Este
Um das Bündnis mit dem Haus Este zu verstärken, heiratete Rinaldo im September 1325 Elisa/Alisa d’Este († 1329), eine Tochter von Aldobrandino II. d’Este und Schwester von Obizzo III. und Rainaldo d’Este. Auf Grund dieser familiären Allianz unternahm er mit seinem Schwager Obizzo d’Este, der von 1317 bis 1352 Herr von Ferrara war, einen Feldzug in das Gebiet der Stadt Reggio, um dort die Burgen derjenigen Familien zu erobern, die er zuvor aus Modena vertrieben hatte. So eroberte er u. a. die Burgen Fiorano und Sassuolo, die der Familie Della Rosa gehörten. Im Gegenzug verwüsteten dafür Truppen aus dem guelfischen Bologna anschließend die Umgebung von Modena.

##### Schlacht bei Zappolino
Rinaldo griff daraufhin die bolognesische Festung Monteveglio an und eroberte sie am 29. September 1325, worauf diese Burg von den Bolognesen belagert wurde. In der Folge kam es am 25. November 1325 zwischen den Truppen Rinaldos und den Soldaten Bolognas zur Schlacht bei Zappolino, in der die Guelfen unter dem Kommando des Herren von Rimini, Malatestino II. Novello Malatesta († 1335), eine schwere Niederlage erlitten. Dabei wurde Malatestino II. Malatesta von Rinaldo/Passerino gefangen genommen und in Modena inhaftiert und Sassolo Della Rosa, einer der guelfischen Kommandanten, in Mantua eingekerkert, wo er 1326 – vermutlich vergiftet – starb.
Im selben Jahr wurde Rinaldo neuerlich von Papst Johannes XXII. als Häretiker exkommuniziert.

##### Erfolge der Guelfen
Bald wendete sich jedoch das Blatt. Angesichts einer von Piacenza anrückenden guelfischen Armee war Rinaldo gezwungen, mit Bologna am 28. Jänner 1326 einen Friedensvertrag abzuschließen. Auch gelang es bald darauf päpstlichen und guelfischen Truppen Stadt und Festung Sassuolo sowie mehrere andere Burgen zurückzuerobern und im Juli 1326 sogar Rinaldos Residenzstadt Modena zu belagern. Erst nach mehreren Wochen gelang es Rinaldo, die Belagerer zu zerstreuen. Die Situation verschärfte sich für die Ghibellinen erheblich, da sich bisher ghibellinische Städte dem päpstlichen Legaten unterwarfen, so etwa Parma im September und Reggio im Oktober 1326.
Rinaldo drängte daher gemeinsam mit anderen führenden Ghibellinen auf einen baldigen Romzug von König Ludwig, um dadurch im italienischen Parteienstreit die Oberhand zu gewinnen.

##### Huldigung von König Ludwig
Als König Ludwig 1326 schließlich nach Italien aufbrach, zog ihm Rinaldo erwartungsvoll bis nach Trient entgegen und huldigte ihm dort am 31. Jänner 1327.

##### Verlust von Modena
Rinaldos Erwartung, dass sich nunmehr die Lage zu seinen Gunsten verändern würde, erfüllte sich jedoch nicht. Bald nach seiner Rückkehr von Trient brach in Modena ein Aufstand der Guelfen aus, den er nur mit großer Mühe im April 1327 unterdrücken konnte. Im Juni darauf kam es dort zu einer neuerlichen Erhebung der Guelfen, die sich zugleich dem päpstlichen Legaten unterwarfen. Dadurch verlor Rinaldo schließlich die Herrschaft über Modena. Dies erfolgte etwa zu dem Zeitpunkt, zu dem König Ludwig in Mailand am 17. Jänner 1328 zum König von Italien gekrönt wurde. Papst Johannes XXII., der ein strikter Gegner von König Ludwig war, entzog diesem daraufhin sogar die ererbte Würde als Herzog von Bayern und bannte ihn neuerlich am 23. Oktober 1328 als Häretiker.

##### Krönung von Kaiser Ludwig IV.
Als überzeugter Ghibelline hatte Rinaldo noch die Genugtuung, am 17. November 1328 in Rom die – nicht ganz orthodoxe – Krönung des vom Papst gebannten Königs Ludwig dem Bayern zum römisch-deutschen Kaiser zu erleben.

### Innenpolitik

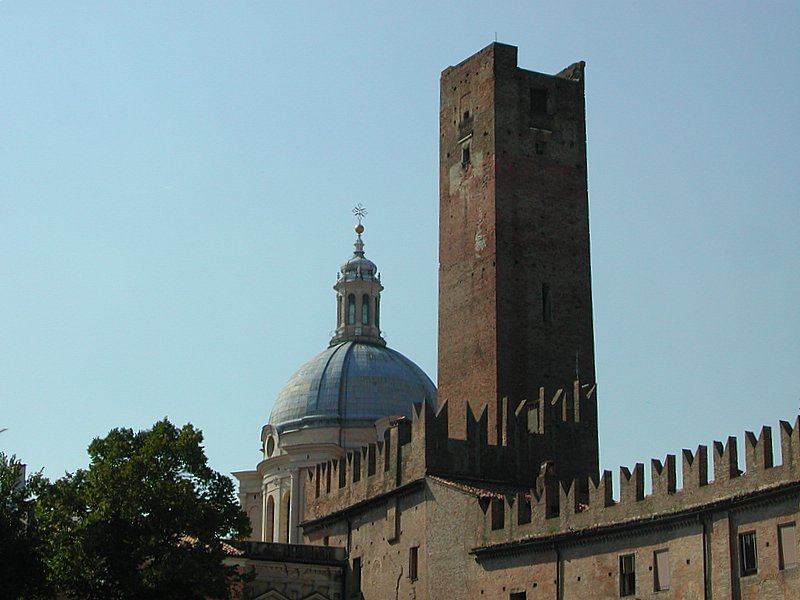
Mantua, Torre della Gabbia im Besitz Rinaldos

#### „Demokratische“ Absicherung der Herrschaft
Um seine Herrschaft innenpolitisch abzusichern, griff Rinaldo nach dem Tod von Kaiser Heinrich VII. zu einer ungewöhnlichen Maßnahme, indem er die Verleihung des kaiserlichen Vikariates vom Großen Rat von Mantua am 4. August 1313 formell bestätigen und in einem offiziellen Dokument festhalten ließ. Damit sollte wohl die kaiserliche Ernennung auch „demokratisch“ legitimiert und damit Teil der Stadtverfassung werden. Der Inhalt dieses Dokuments entsprach dabei weitgehend dem Text, mit dem sein Bruder Guido 1299 die Funktion des Stadthauptmannes übernommen hatte, wobei allerdings der Titel „Capitano“ nunmehr durch den höherrangigen Titel „kaiserlicher Vikar“ ersetzt wurde.

#### Statuti Bonacolsiani
Rinaldo bemühte sich um die rechtliche Konsolidierung der Herrschaft seiner Familie und erließ gemeinsam mit seinem Bruder Bonaventura dei Bonacolsi, genannt Butirone, in den Jahren zwischen 1303 und 1313 die „Statuti Bonacolsiani“ (Statuten der Bonacolsi), mit dem Titel „Statuta dominorum Raynaldi et Botironi fratrum de Bonacolsis“ als eine Art Grundgesetz.
Es handelte sich dabei um eine umfassende gesetzliche Regelung der Verfassung und der Verwaltung der Stadt Mantua. Durch dieses Gesetzbuch wurde die bisherige Grundlage der Verfassung der Stadt und des Weichbildes von Mantua, der „Liber privilegiorum Comunis Mantue“ (Buch der Privilegien der Gemeinde von Mantua) ersetzt. Die Statuti Bonacolsiani bestehen aus zehn Büchern, die jeweils einzelne Bereiche regeln. So wurde etwa im ersten Buch die Funktion des Podestà, seine Unabhängigkeit, sowie seine exekutiven, rechtlichen und militärischen Befugnisse, im zweiten Buch die Rechtsprechung und das Disziplinarrecht des Podestà sowie der Tarif der Notare, im dritten Buch Fragen des Handels, der Märkte und Messen, im vierten Buch die Ordnung der einzelnen Berufskategorien und die von diesen zu entrichtenden Abgaben geregelt.
Von Interesse ist das VI. Buch, das die umfassenden Machtbefugnisse der Bonacolsi als kaiserliche Vikare im Bereich der Gesetzgebung, der Rechtsprechung und der Verwaltung umschreibt und dabei vorsieht, dass diese Befugnisse keiner weiteren Kontrolle unterliegen. Zugleich sind dort für Versuche, die Herrschaft der Bonacolsi zu beseitigen, schwere Strafen bis hin zur Enthauptung vorgesehen.
Diese Statuten erwiesen sich als so praktisch, dass sie anschließend vom Haus der Gonzaga übernommen wurden und rund 100 Jahre, bis zur Herrschaft von Francesco I. Gonzaga († 1407), das Leben der Stadt und des dazugehörigen Umlandes regelten.

#### Verlust der Herrschaft über Mantua

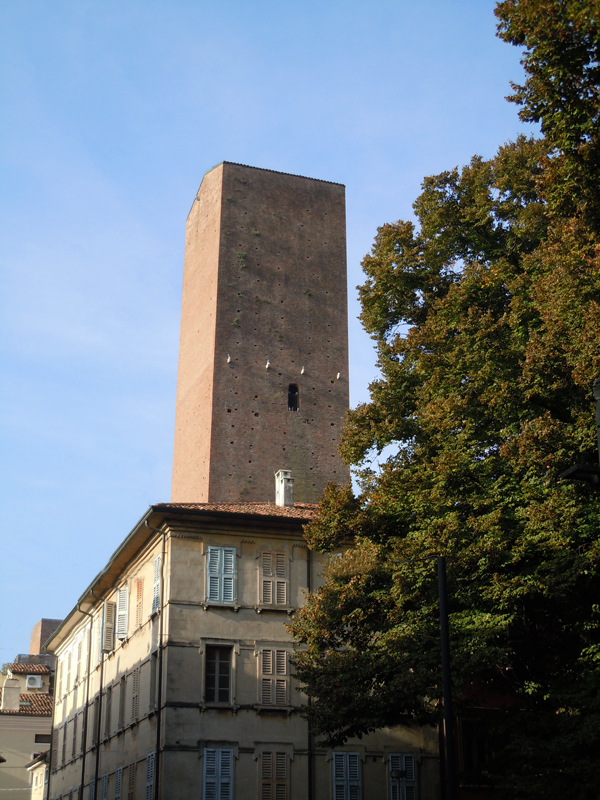
Mantua, Torre degli Zuccaro im Besitz Rinaldos

Rinaldo, der Kraft, Soldaten und Vermögen dem politischen und militärischen Parteienstreit und der Erweiterung seiner Macht gewidmet und lange in Modena residiert hatte, regierte in Mantua nach fast zwanzig Jahren zunehmend tyrannischer, wodurch er nicht nur die von der Kriegslast bedrückte Bevölkerung, sondern auch die mächtigen lokalen Adelsfamilien gegen sich aufbrachte. Er übersah dabei nicht nur die Gefahr, dass er dadurch die Unterstützung seiner Untertanen verlieren könnte, sondern auch die Möglichkeit einer Verschwörung gegen seine Herrschaft.
Die Familie der Gonzaga, mit der die Bonacolsi freundschaftliche und verwandtschaftliche Beziehungen pflegten, zählte zu den reichsten der Stadt und war durch die Anlehnung an die Bonacolsi an Vermögen und Einfluss so sehr aufgestiegen, dass eine Übernahme der Macht in Mantua nicht ganz ausgeschlossen erschien. Dies nicht zuletzt, da Luigi I. Gonzaga (* 1267; † 1360), sich als Freund des Volkes und Verteidiger der städtischen Freiheiten präsentierte, was ihm in der Bevölkerung große Popularität verschaffte.

##### Verschwörung gegen Rinaldo
Auslöser des Konfliktes war nach der Darstellung zeitgemäßer Chronisten ein – echter, vielleicht auch bloß legendärer – Ehrenhandel, in dem sich ein Sohn Rinaldos – je nach Quelle entweder Francesco oder Berardo II. Bonacolsi – und Filippino Gonzaga, ein Sohn von Luigi I. Gonzaga, gegenüberstanden. Demnach hätte ein Bonacolsi eine unerlaubte Beziehung zu Filippos Ehefrau Anna Dovara gehabt und diesen in aller Öffentlichkeit beleidigt, worauf es zum Zweikampf kam, der jedoch von Umstehenden rechtzeitig beendet wurde. In der Folge trafen sich die Mitglieder des Hauses Gonzaga in der Burg von Marmirolo, um eine angemessene “vendetta” (Rache) vorzubereiten.
Luigi Gonzaga sah dies – über den eigentlichen Ehrenhandel hinaus – als eine Chance, die Herrschaft der Bonacolsi in Mantua zu stürzen. Da seine eigenen Möglichkeiten hierfür nicht ausreichten, versuchte er, Cangrande della Scala als Verbündeten zu gewinnen. Bei Cangrande stieß er auf wohlwollendes Gehör, da er selbst – trotz der traditionellen Allianz mit den Bonacolsi – Mantua insgeheim als attraktive Ergänzung seiner eigenen Territorien betrachtete. Bereits 1325 hatte er versucht, die Stadt im Handstreich zu nehmen, war jedoch mangels Unterstützung durch Verbündete innerhalb der Stadt gescheitert. Im Jahre 1328 bot sich ihm nunmehr Luigi Gonzaga als scheinbar williger Verbündeter für seine Pläne an.
Zwischen den Verschwörern wurde daher vereinbart, dass die Gonzaga im August 1328 in der Stadt eine Revolte entfachen sollten, die durch die Entsendung von 800 Fußsoldaten und 300 Berittenen aus Verona zum Sturz von Rinaldo Bonacolsi führen sollte. Als Kommandant dieser Truppen wurde Guglielmo III. di Castelbarco – ein Schwiegersohn von Luigi Gonzaga – bestimmt.
Was Cangrande nicht wissen konnte war, dass Luigi Gonzaga selbst Ambitionen auf die Herrschaft in Mantua hatte und somit beide Seiten planten, sich gegenseitig zu benützen – und zu übervorteilen.

##### Aufstand gegen Rinaldo
Durch Verrat des Hauptmannes der Torwache konnten Tage vor der geplanten Aktion Soldaten aus Verona verkleidet durch die Porta de’ Mulini in die Stadt gelangen. Am 16. August 1328 rückte Guido Gonzaga mit den restlichen Truppen in die Stadt, während Luigi Gonzaga und seine Verbündeten in der Stadt mit dem Ruf “Viva il populo di Mantova” (Es lebe das Volk von Mantua) einen Volksaufstand gegen die Herrschaft des unbeliebt gewordenen Rinaldo Bonacolsi entfachte, wobei es zu einem Handgemenge und zu bewaffneten Kämpfen auf der Piazza San Pietro (heute Piazza Sordello) kam.

##### Tod Rinaldos

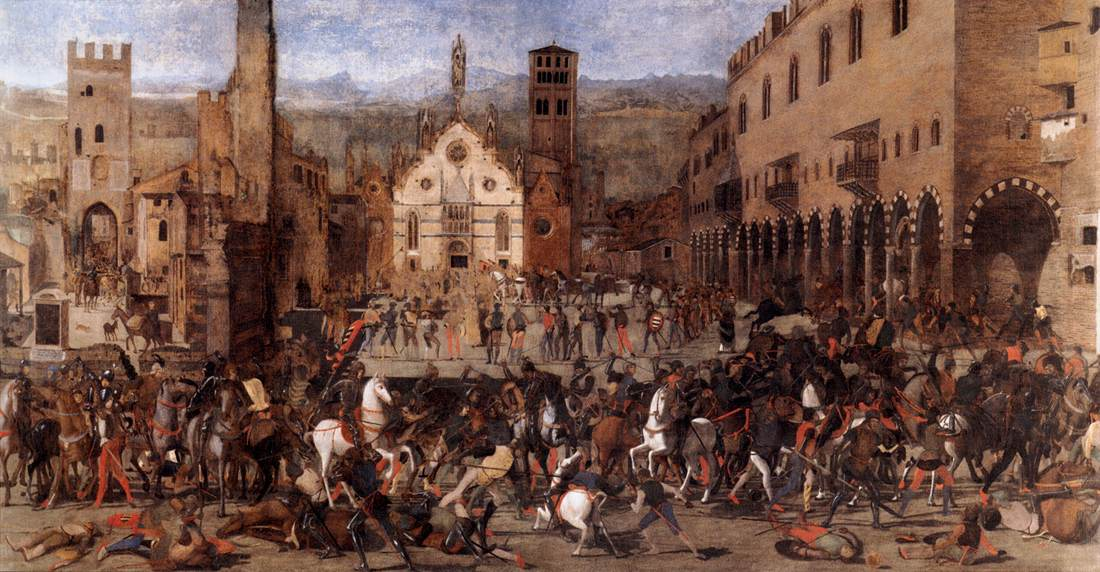
Domenico Morone: Der Fall der Bonacolsi (1494), Gemälde im Palazzo Ducale (Mantua)

Rinaldo, alarmiert vom Tumult, ritt unbewaffnet aus dem Palazzo del Capitano auf den Platz, um Ordnung zu schaffen. Er wurde jedoch von Alberto da Saviola, einem Verbündeten der Gonzaga, am Kopf verletzt, versuchte schwer verwundet wieder in den Palast zu gelangen, schlug jedoch dabei mit dem Kopf gegen das halb geöffnete Portal, stürzte vom Pferd und verblutete, während Luigi Gonzaga in der Domkirche San Pietro ein Dankgebet für den erzielten Erfolg sprach. In der Folge ließ Luigi Gonzaga die Söhne Rinaldos, Francesco und Giovanni, sowie dessen Neffen – die Söhne seines Bruders Butirone – gefangen nehmen und im Hungerturm des Castel d'Ario einkerkern, wo er sie verhungern ließ. Dies wohl, um alle Erben Rinaldos zu beseitigen.

##### Luigi Gonzaga, Herr von Mantua
Die Gonzaga hatten keinerlei Absicht, die soeben erlangte Kontrolle über die Stadt Mantua an die della Scala abzutreten. Um einer allfälligen Intervention von Cangrande I. della Scala zuvorzukommen, ließ sich Luigi Gonzaga am 26. August 1328 vom Großen Rat von Mantua zum „Capitano Generale“ der Gemeinde und des Volkes von Mantua wählen, um so seine Machtergreifung vom Großen Rat der Stadt legitimieren zu lassen. Zugleich sandte er Eilboten an den kaiserlichen Hof in Wien, um eine formelle Beglaubigung seiner faktischen Machtposition zu erlangen. Am 11. November 1328 erhielt er schließlich die Bestätigung als kaiserlicher Vikar von Mantua. Cangrande konnte die Machtübernahme der Gonzaga in Mantua nicht mehr in Frage stellen, da er am 22. Juli 1329 in Treviso verstarb.
Mit dem Tod Rinaldos endete die knapp fünfzigjährige Dominanz der Familie Bonacolsi über Mantua, die von der Herrschaft der Gonzaga abgelöst wurde, die fast vierhundert Jahre (bis 1708) währen sollte, in denen die Gonzaga vom einfachen Landadel zu Markgrafen und Herzögen und schließlich in die Reihe der bedeutenden europäischen Dynastien aufstiegen.

##### Widerstand der Ziliola Bonacolsi
Mit der Beseitigung der möglichen männlichen Erben Rinaldos und dem Ableben von Cangrande schien die totale Machtübernahme in Mantua durch Luigi Gonzaga geregelt.
Allerdings hatte man dabei eine wenig beachtete Nichte Rinaldos, Ziliola Bonacolsi († 1349) übersehen, die eine Tochter von Bonaventura/Botirone Bonacolsi und der Bosella dei Cavalcabò war. Diese trat nunmehr sehr energisch als legitime Erbin der umfangreichen privaten Liegenschaften ihrer Familie in und außerhalb von Mantua auf. Um den Anschein der Rechtmäßigkeit zu wahren, konnte ihr Luigi Gonzaga dieses Erbe nicht verweigern. Ziliola erhielt daher in Mantua u. a. nicht nur den Palazzo Bonacolsi, die Torre della Gabbia und die Casa Torre dei Bonacolsi, sondern auch die gegenüber befindliche „Magna Domus“ und den von Guido/Bottesella Bonacolsi nach 1299 erbauten „Palazzo del Capitano“. Sie behielt diese Liegenschaften bis zu ihrem Lebensende, bewohnte sie jedoch nie, da sie unverheiratet bei ihrer mütterlichen Familie in Cremona lebte. Erst 1355 verkauften ihre Erben diese Liegenschaften an die Gonzaga.

## Ehe und Nachkommen
Rinaldo/Passerino dei Bonacolsi war in erster Ehe mit einer Adeligen aus Verona, Giglietta Nogarola, einer Tochter von Zufredo Nogarola verheiratet, deren Bruder Bailardino mit Caterina della Scala, einer Schwester von Alberto I. della Scala verheiratet war.
Seit 1325 war Rinaldo in zweiter Ehe mit Alisa d’Este († 1329 in Ferrara), einer Tochter von Aldobrandino II. d’ Este, Markgraf von Ferrara und der Alda Rangoni verheiratet.
Er hatte jedoch aus beiden Ehen keine Kinder. Mit einer Frau unbekannter Herkunft hatte Rinaldo jedoch drei außereheliche Söhne:
- Giovanni II dei Bonacolsi († nach 1328) Er war Geistlicher und Abt von Sant'Andrea, wurde 1328 im Auftrag von Luigi Gonzaga von Niccolò Pico gemeinsam mit seinem Bruder Francesco und seinen Cousins im Hungerturm der Burg von Castel d'Ario eingesperrt, wo man sie verhungern ließ.
- Francesco dei Bonacolsi (* nach 1300; † nach 1328) wurde von seinem Vater, als dieser in Modena residierte, zum „Capitano del populo“ von Mantua eingesetzt. Er verhungerte 1328 mit seinem Bruder Giovanni im Castello di Castel d'Ario.
- Berardo II dei Bonacolsi, 1321 Capitano del Popolo in Modena, verliebte sich in Anna Dovara, die Ehefrau von Filippino Gonzaga und gab dadurch der Überlieferung nach den Anlass zum Sturz seiner Familie.

### Nachleben

#### Die Mumie Rinaldos
Rinaldo Bonacolsi hatte zwar Herrschaft und Leben verloren, doch war ihm eine makabere Form des Nachlebens beschieden. Sein Leichnam wurde nicht begraben, sondern mehrere hundert Jahre lang als eine Art Talisman – zur Erinnerung an den Erwerb und als Mahnung an die Vergänglichkeit der Macht – im Palazzo Ducale in Mantua verwahrt. Nach einem Bericht des deutschen Architekten, Reisenden und Naturforschers Joseph Furttenbach (* 1591; † 1667) aus dem Jahre 1626 konnte man damals in den Sälen des Palazzo Ducale in einem exotischen Arrangement die einbalsamierte Mumie Rinaldos reitend auf einem ausgestopften Nilpferd sehen. Joseph Furtenbach beschrieb auch die Kopfverletzung Rinaldos, die 300 Jahre später noch an der Mumie erkennbar war. Zur Erklärung verwies man dazu auf eine angebliche Prophezeiung einer Zauberin, wonach die Herrschaft der Gonzaga nur solange währen würde, solange die Mumie Rinaldos aufbewahrt wird. Die letzte Herzogin von Mantua, Susanne Henriette Prinzessin von Lothringen (* 1668; † 1710), eine Tochter von Karl von Lothringen, Herzog von Elboeuf, konnte den ständigen Anblick der Mumie nicht mehr ertragen und ließ sie daher in den See werfen. Als wenig später ihr Gemahl, Ferdinando Carlo von Gonzaga-Nevers, Herzog von Mantua und von Montferrat, im Jahre 1708 als letzter seines Hauses verstarb, erinnerten sich in der Bevölkerung manche an die angebliche Prophezeiung und meinten, es wäre an ihr offensichtlich doch etwas Wahres gewesen.

#### Darstellung der Vertreibung der Bonacolsi aus Mantua

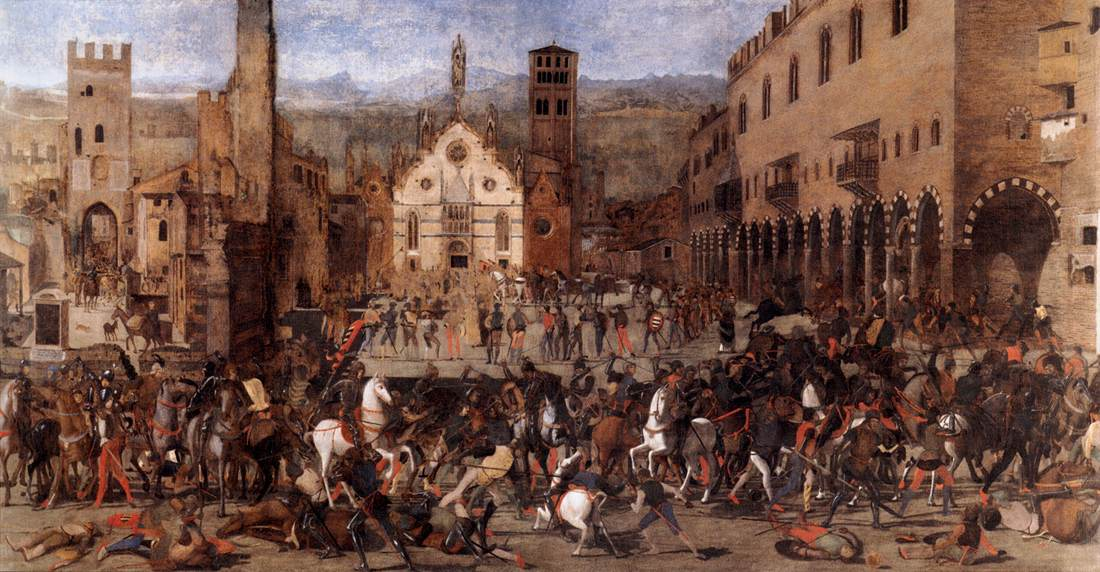
Domenico Morone, Die Vertreibung der Bonacolsi aus Mantua

Den 1328 erzielten Sieg von Ludovico I. Gonzaga über die Bonacolsi im Kampf um die Herrschaft in Mantua – der die Grundlage des Aufstieges des Hauses der Gonzaga war – ließ Francesco II. Gonzaga von dem Maler Domenico Morone im Jahre 1494 in einem großen Ölgemälde mit dem Titel “La Cacciata dei Bonacolsi”(Die Vertreibung der Bonacolsi) darstellen, das heute in der Sala del Morone im Piano Nobile in der Corte Vecchia im Palazzo Ducale in Mantua zu besichtigen ist. Auf der linken Seite sieht man die Verschwörer und im Mittelpunkt ihren Anführer, Luigi Gonzaga, der den Kampf leitet, ohne daran teilzunehmen. Rinaldo/Passerino wird dreimal gezeigt. Rechts von der Mitte, auf einem weißen Pferd, als er am Kopf verletzt wird, weiter rechts, mit dem Rücken zum Betrachter, als er versucht, in den Palazzo del Capitano zurückzukehren und zuletzt als er – verfolgt von Reitern – am Portal des Palazzo verunglückt.

#### Sala di Passerino
An Rinaldo/Passerino Bonacolsi erinnert bis heute im Palazzo del Capitano in Mantua ein langer Saal, der „Sala di Passerino“ genannt wird, obwohl er erst einige Jahre nach Passerinos Ableben erbaut wurde.

#### Gedenktafel an der Burg Castel d’Ario

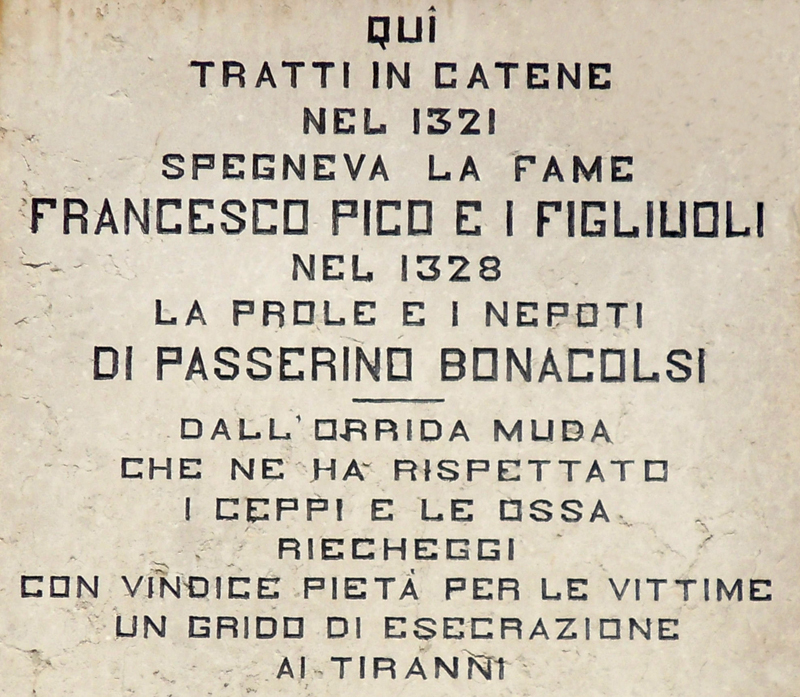
Castel d’Ario, Gedenktafel zur Erinnerung an die von Rinaldo getöteten Feinde – und an seine Söhne und Verwandten, die dort von seinen Feinden getötet wurden

Eine Erinnerung an Rinaldo/Passerino Bonacolsi und sein Leben befindet sich In der Burg von Castel d’Ario. Dort fand man im 18. Jahrhundert in der Torre della Fame (Hungerturm) Skelette von Menschen, deren Tod Rinaldo angeordnet hatte, aber auch von Angehörigen seiner eigenen Familie, die nach seinem Tod von Luigi Gonzaga zum Tod verurteilt worden waren. Einen Teil der Skelette identifizierte man als die sterblichen Überreste von Francesco Pico della Mirandola und seiner Söhne, die dort 1321 von Rinaldo eingesperrt und zum Hungertod verurteilt worden waren.
Andere Skelette identifizierte man als die der beiden Söhne von Rinaldo Bonacolsi, Giovanni und Francesco und dessen Neffen, die dort 1328 von Luigi I. Gonzaga eingekerkert und dem Hungertod überlassen worden waren. Über dem Haupteingang der Burg erinnert heute eine steinerne Tafel an die dort im Hungerturm zu Tode gekommenen Opfer.